# Histoire d'un crime
Histoire d'un crime è un cortometraggio del 1901 diretto da Ferdinand Zecca. Questo film contiene uno dei primissimi esempi di flashback nella storia del cinema.

## Trama
Mentre un impiegato della banca sta dormendo, un rapinatore entra e lo pugnala al petto, uccidendolo. Il giorno dopo il ladro, un falegname senza lavoro, viene riconosciuto e arrestato in un ristorante. L'assassino viene portato all'obitorio dove si trova di fronte al cadavere della sua vittima, preso dal rimorso, disperato cade a terra. In cella, mentre dorme, le immagini della sua vita precedente gli compaiono in sogno. Arrivato il giorno dell'esecuzione, viene, quindi, prelevato dalla sua cella e portato via. Viene messo su uno sgabello, legato e dopo avergli tagliato i capelli viene condotto alla ghigliottina e giustiziato.